# Kasematt

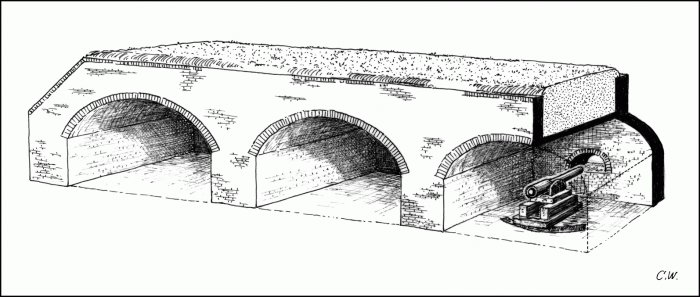
Fästningsverkschema över trippel kasematt, 1800-tal

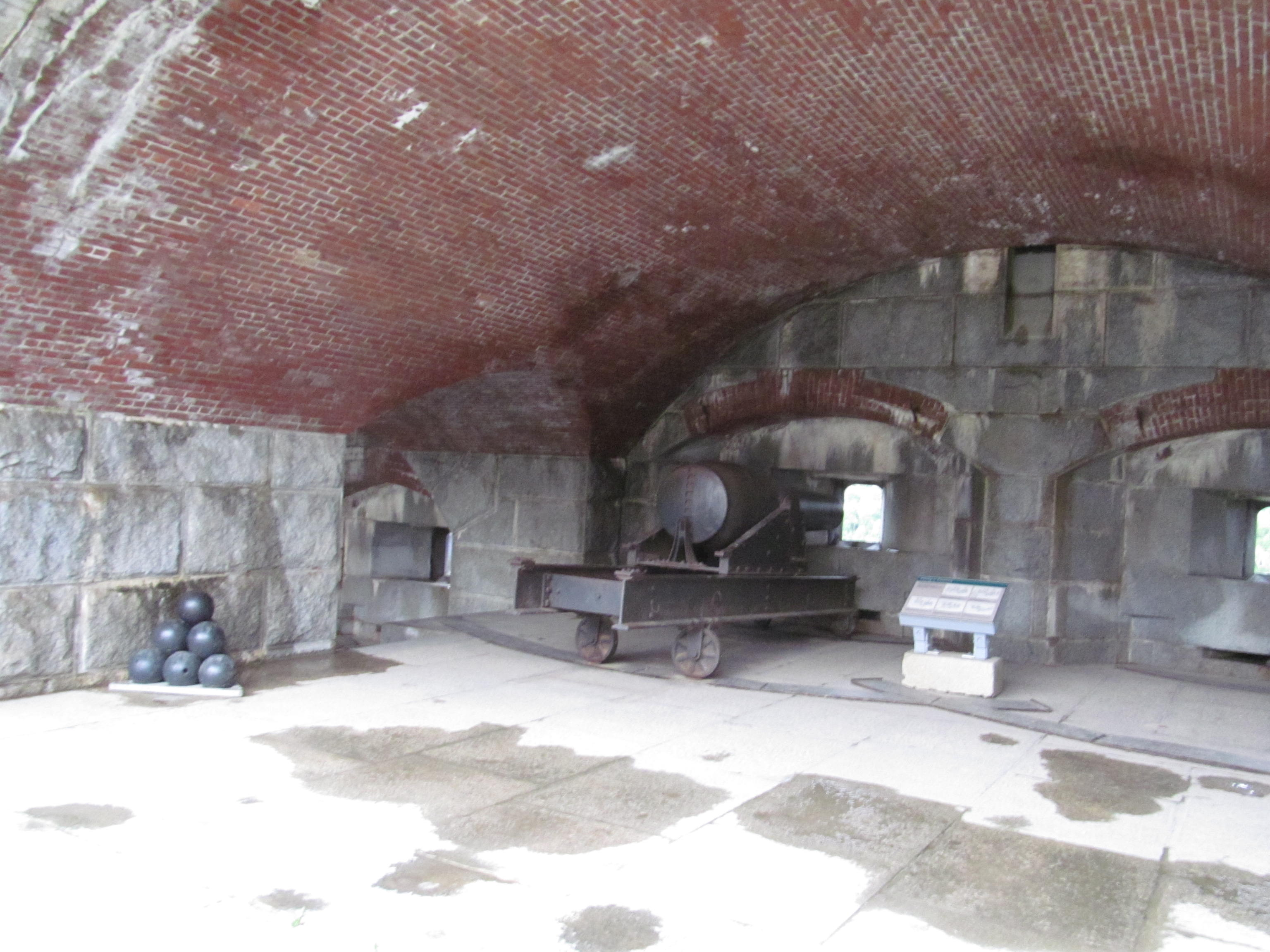
1800-talskasematt, Maine, USA

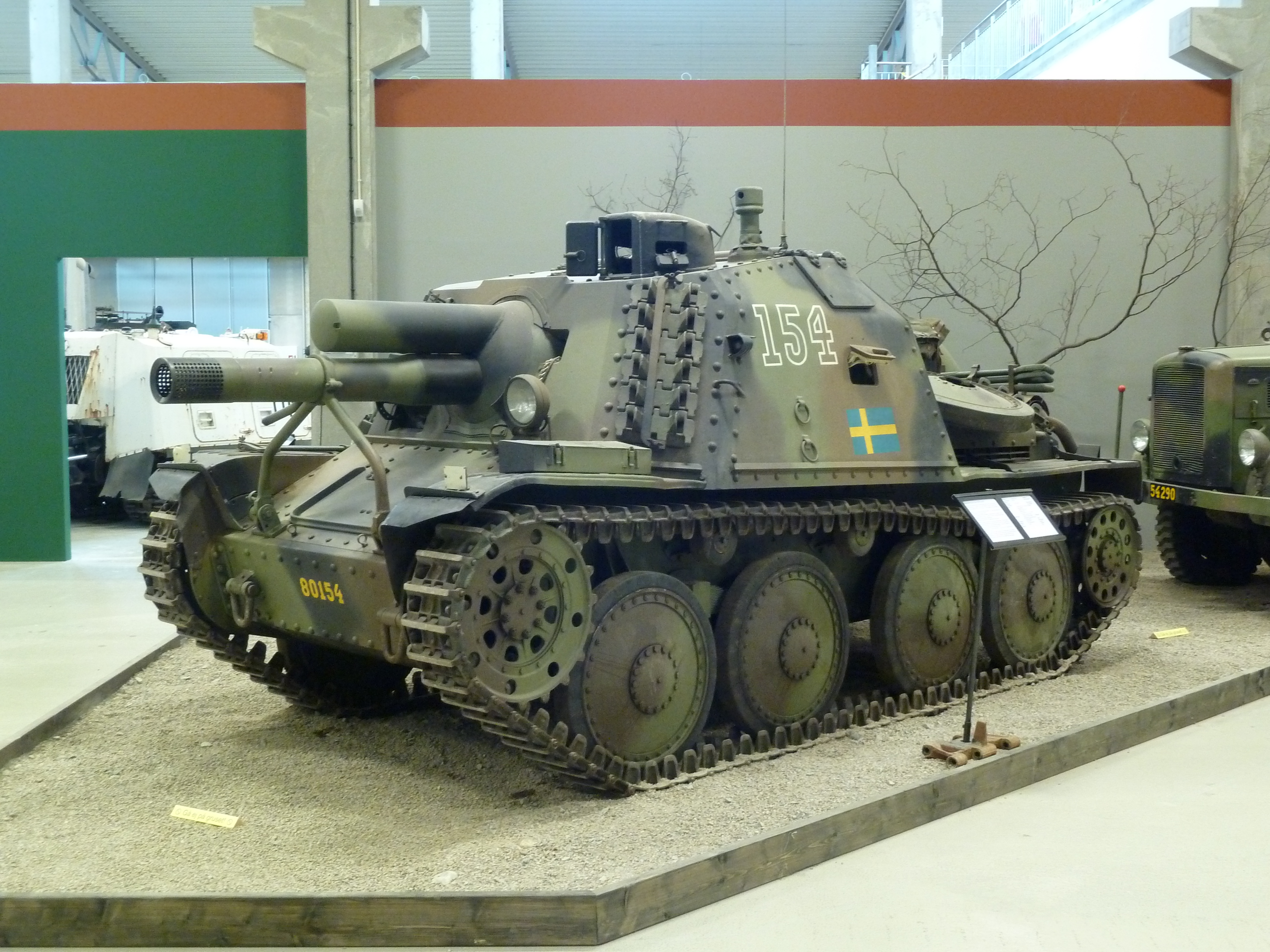
Pansarfordon med kasemattöverbyggnad, sav m/43

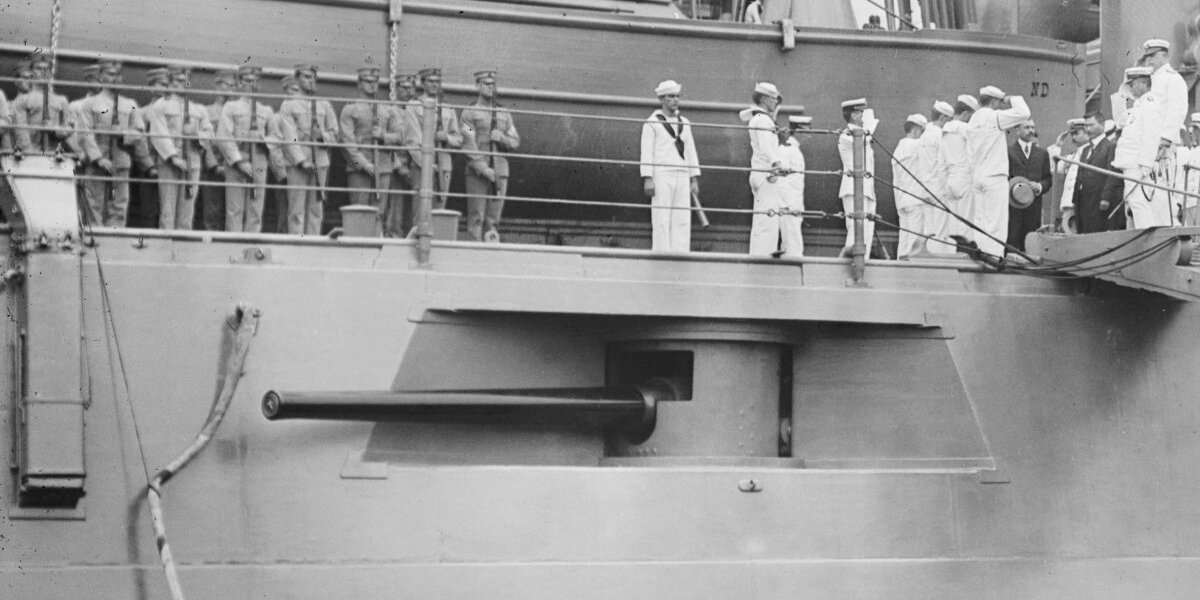
Örlogsfartyg med bordkasematt, USS North Dakota

Kasematt (av franska: casemate, från italienska: casamatta) är ett rum uppbyggt av gjuten betong, murverk eller stålpansar, med granatmotståndigt tak (tidigare benämnt bombskyddat tak), menat att brukas som stridsposition för artilleri eller infanteri (försvarskasematt), beredskapsrum för infanteri (beredskapskasematt, bostadskasematt) eller som förråd för ammunition och materiel (förrådskasematt) etc.
Som byggnad är de inte sällan insprängda i berg, men de förekommer lika väl i fortkonstruktioner. I äldre tider bestod de ofta av förstärkta inmurade tegelvalv i vallarna på fästningar, så kallade fästningsvallar, för att tillåta flankering av fortets gravar.
Bortsett från byggnader förekommer kasematter även på fordon som skepp och pansarfordon. På ett örlogsfartyg eller pansarfordon är en kasematt ett slutet, pansrat, rum med ett eldvapen i rörlig lavett, ibland med egen pansarsköld i större öppning.

## Andra betydelser
Kasematt används även som namn för särskilda säkerhetsbyggnader för förvaring av explosiva varor, exempelvis sprängämnen. En udda användning är för förvaring av äldre spelfilmer på celluloidbas, som är mycket brandfarliga. En sådan finns i Filmstaden i Solna.